# ㅷ
ㅷは、ハングルを構成する子音字母のひとつ。現在は使用されない古いハングル字母であり、ㅂ[p]とㅌ[tʰ]を組み合わせて作られている。ㅂ系合用並書の字母の一つとして、中期朝鮮語で初声に用いられた。複合子音[ptʰ]を表していたとされる。